# Raión de Sloviansk
Raión de Sloviansk (en ucraniano: Слов'янський район) es un raión o distrito de Ucrania en el óblast de Donetsk. La capital es la ciudad de Sloviansk.

## Demografía
| Gráfica de evolución demográfica de Raión de Sloviansk entre 1931 y 2017 |
|                                                                          |
| Fuente UKRSTAT                                                           |